# Stazione di Liestal
La stazione di Liestal è la principale stazione ferroviaria a servizio dell'omonima città svizzera. La stazione, lungo la linea dell'Hauenstein è gestita dalle Ferrovie Federali Svizzere.